# Macrosteles horvathi
Macrosteles horvathi är en insektsart som beskrevs av Wagner 1935. Macrosteles horvathi ingår i släktet Macrosteles och familjen dvärgstritar. Arten är reproducerande i Sverige. Inga underarter finns listade i Catalogue of Life.